# Oroblanco
El oroblanco o también pomelo oroblanco (Citrus maxima Merr. × C. Paradisi Macf.) es una fruta cítrica híbrida dulce sin semillas similar al pomelo.

## Desarrollo
El Oroblanco se desarrolló como un cruce entre un pomelo diploide sin ácido y un pomelo tetraploide blanco con semillas, lo que resultó en una fruta triploide sin semillas que es menos ácida y menos amarga que la toronja o pomelo.
El oroblanco fue patentado por la Universidad de California en 1981 después de su desarrollo por Robert Soost y James W. Cameron en la estación experimental de cítricos de esa universidad en Riverside, California. El proyecto de nueve años comenzó en 1958 y dio lugar a una serie de plantaciones de prueba antes de que se perfeccionara una variación exitosa.

## Descripción
Los oroblancos tienen forma redonda u ovalada y una cáscara más gruesa que la del pomelo. Cuando se come, el oroblanco carece del amargor asociado con las toronjas y es bastante dulce, incluso cuando la cáscara exterior aún está verde, pero las membranas blancas que separan los segmentos carnosos son amargas y generalmente se descartan.
Los oroblancos están disponibles de septiembre a diciembre. Se pueden pelar y comer como una naranja (separándolas en gajos) y, a menudo, se comen en el desayuno.